# Gaetano Sabatelli
Gaetano Sabatelli (Firenze, 5 luglio 1820 – Milano, 20 luglio 1893) è stato un pittore italiano.

## Biografia
Figlio del pittore fiorentino Luigi Sabatelli e fratello dei pittori Francesco, Marina, Giuseppe e Luigi Maria. Alla morte del padre ne portò avanti, col fratello Luigi Maria, la bottega milanese.
Si dedicò soprattutto a ritratti ed a tele di ispirazione religiosa, ma la sua opera più popolare è Cimabue e Giotto, dipinto a Firenze nel 1846. Da questo dipinto fu infatti tratto il disegno a colori che per decenni decorò le scatole di pastelli Giotto.